# Đại gia Gatsby (phim 2013)
The Great Gatsby (tạm dịch: Đại gia Gatsby) là một bộ phim thuộc thể loại chính kịch - lãng mạn - lịch sử ra mắt vào năm 2013 do Baz Luhrman đạo diễn và đồng chắp bút, dựa trên cuốn tiểu thuyết cùng tên xuất bản năm 1925 của F. Scott Fitzgerald. Tác phẩm quy tụ về một số diễn viên có tiếng trong giới điện ảnh, bao gồm Leonardo DiCaprio, Tobey Maguire, Carey Mulligan, Joel Edgerton, Isla Fisher, Jason Clarke, và Elizabeth Debicki. Quá trình ghi hình diễn ra từ tháng 9 đến tháng 12 năm 2011 tại Australia, với kinh phí sản xuất lên tới 105 triệu USD. The Great Gatsby kể về cuộc đời của triệu phú Jay Gatsby (DiCaprio) thông qua lời của người hàng xóm Nick Carraway (Maguire). Nội dung xoay quanh những cuộc trò chuyện của ông với Gatsby, cùng vô số các bữa tiệc thác loạn do gã triệu phú này bày biện tại Long Island, New York.
Tại thời điểm ra mắt, The Great Gatsby đã thu về những ý kiến trái chiều lẫn tích cực từ giới mộ điệu phim. Họ phân tích, đi vào mổ xẻ phong cách nghệ thuật, kịch bản, những màn trình diễn ấn tượng trong phim; nhạc phim và cái cách mà các diễn viên đã thành công tái hiện lại những phân cảnh trong cuốn tiểu thuyết gốc. Bộ phận khán giả thì lại có đánh giá khả quan hơn về tác phẩm, với việc cháu gái của Fitzgerald tán dương bộ phim, khẳng định rằng "Scott chắc hẳn phải vô cùng tự hào." Tính đến năm 2023, The Great Gatsby là bộ phim có doanh thu cao nhất của Luhrmann, thu về cho ông hơn 353 triệu USD trên toàn cầu. Tại lễ trao giải Oscar lần thứ 86, phim đã thắng cử hai hạng mục, bao gồm: Thiết kế sản xuất xuất sắc nhất và Thiết kế phục trang xuất sắc nhất.

## Nội dung
Mùa đông năm 1929, Nick Carraway (Tobey Maguire), một cựu sinh viên đại học Yale và cựu binh trong Thế Chiến I, đang ở tại một viện điều dưỡng để điều trị bệnh nghiện rượu. Anh ta nói về Gatsby (Leonardo DiCaprio), miêu tả anh ta là một người tốt nhất mà anh từng gặp. Khi anh đang cố gắng bày tỏ suy nghĩ của mình cho rõ ràng hơn, thì bác sĩ của anh, Walter Perkins (Jack Thompson), đã gợi ý anh nên viết nó ra, bởi vì viết truyện chính là niềm đam mê đích thực của Nick.
Mùa hè năm 1922, Nick chuyển từ khu U.S. Midwest đến New York nhận việc làm người bán cổ phiếu sau khi từ bỏ sự nghiệp viết văn. Anh thuê một ngôi nhà nhỏ ở West Egg, Long Island, ngay cạnh biệt thự xa xỉ của Jay Gatsby, một nhà triệu phú bí ẩn, người thường xuyên mở những bữa tiệc linh đình. Một ngày nọ, Nick đi qua vịnh đến East Egg để ăn tối với chị họ Daisy Buchanan (Carey Mulligan), và chồng của cô, Tom Buchanan (Joel Edgerton), một người bạn hồi đại học của Nick. Họ giới thiệu Nick với Jordan Baker (Elizabeth Debicki) - một golf thủ hay hoài nghi, người mà Daisy muốn mai mối cho Nick.
Jordan nói với Nick rằng Tom có tình nhân sống ở "đồi khói bụi" một khu đất công nghiệp tồi tàn nằm giữa West Egg và thành phố New York. Không lâu sau lần đó, Nick cùng Tom đến ngọn đồi, nơi họ dừng lại tại một ga ra quản lý bởi George Wilson (Jason Clarke) và vợ anh ta, Myrtle (Isla Fisher), là người tình của Tom mà Jordan nhắc tới. Nick cùng Tom và Myrtle tới một căn hộ bí mật mà ở đó họ tổ chức tiệc, làm tình và phê pha. Myrtle đã mở một bữa tiệc thô bỉ và kỳ lạ với em gái của mình Catherine (Adelaide Clemens), bữa tiệc chấm dứt khi Tom đấm vỡ mũi Myrtle vì cô ta đã khiêu khích anh về Daisy.
Khi mùa hè sắp kết thúc, Nick nhận được lời mời đến dự bữa tiệc của Gatsby. Khi đến nơi, anh ta nhận ra rằng mình là người duy nhất nhận được lời mời của Gatsby và không một ai đã từng gặp anh ấy. Đã có rất nhiều giả thuyết về thân phận của Gatsby: một gián điệp người Đức, một hoàng tử, thậm chí là một kẻ giết người hàng loạt. Nick gặp lại Jordan, và họ đã được gặp Gatsby, một người còn rất trẻ và sống khá nội tâm. Quản gia của Gatsby sau đó ngỏ ý rằng ông chủ họ muốn gặp riêng Jordan.
Gatsby có vẻ như rất quý Nick, anh đã mời Nick đi chơi rất nhiều dịp. Gatsby còn giới thiệu anh cho Thị trưởng Wolfshiem (Amitabh Bachchan), một tay bài bạc mà Gatsby khẳng định rằng hắn ta sắp xếp giải World Series năm 1919. Gatsby tâm sự với Nick rằng anh ta sinh ra trong một gia đình nghèo khó và cha mẹ anh đã qua đời. Trong bữa ăn trưa, họ tình cờ gặp Tom. Gatsby trở nên không thoải mái sau cuộc gặp gỡ. Jordan sau này nói với Nick rằng Gatsby từng yêu Daisy suốt năm năm, và giờ vẫn yêu cô ấy. Gatsby đã tổ chức bao nhiêu bữa tiệc hoành tráng xa hoa với hy vọng Daisy sẽ một lần đến chơi. Gatsby sau đó đã hỏi Nick để mời Daisy đến uống trà ở nhà Nick, nhưng lại không được nói rằng Gatsby cũng đến đó.
Sau cuộc tái ngộ đầy ngượng nghịu, Gatsby và Daisy lại nhen nhóm tình cảm với nhau. Gatsby có chút ngỡ ngàng khi biết Daisy muốn rời khỏi New York với anh, cũng như kế hoạch ban đầu của anh là muốn cả hai người có thể sống hạnh phúc trong căn biệt thự. Nick cố giải thích cho Gatsby rằng quá khứ không nên lục lại, nhưng anh ta lại gạt bỏ ý kiến đó. Để cố gắng che đậy mối quan hệ với Daisy, Gatsby đã đuổi việc một số đầy tớ quan trọng của mình và tạm ngừng tiệc tùng. Cuối cùng, anh gọi điện cho Nick để báo rằng Nick và Jordan sẽ đi cùng anh đến nhà của vợ chồng Buchanan, nơi mà họ dự kiến sẽ nói với Tom rằng Daisy sẽ rời bỏ hắn. Nick có hơi chút ngần ngại nhưng Gatsby một mực nói rằng họ cần anh.
Trong suốt bữa ăn, Tom ngày càng nghi ngờ Gatsby khi mà anh cứ hướng ánh nhìn đắm đuối tới Daisy. Daisy ngăn Gatsby không để tiết lộ bất cứ điều gì liên quan tới mối quan hệ của họ, và cô gợi ý mọi người cùng xuống phố. Mọi người đi đến khách sạn Plaza, Tom lái xe của Gatsby cùng với Nick và Jordan. còn Gatsby và Daisy thì lái xe Tom. Đang đi thì hết xăng, Tom dừng lại tại ga ra của George và Myrtle, nơi mà George nói rằng anh ta và vợ sẽ đi về hướng tây, đúng như những gì Tom đang lo lắng. George cũng nói với Tom rằng hắn ta rất nghi ngờ vợ mình đang ngoại tình, nhưng lại không hề biết rằng chính Tom chính là tình nhân của Myrtle.
Tại khánh sạn Plaza, Gatsby nói với Tom rằng anh và Daisy yêu nhau, và anh khẳng định rằng Daisy chưa bao giờ yêu hắn ta. Tom sỉ nhục Gatsby khi buộc tội anh đã làm giàu bất hợp pháp với Thị trưởng Wolfsheim. Daisy nói với Gatsby rằng cô ấy từng yêu anh và vẫn yêu anh, nhưng không thể khẳng định rằng cô chưa một lần yêu Tom. Tom hứa rằng hắn ta yêu Daisy và hắn ta sẽ chăm sóc cho Daisy tốt hơn vì chính cô đã khiến hắn nhận ra lỗi lầm của mình trong hôn nhân của họ. Bởi chính Tom nói với Gatsby rằng Gatsby khác với tất cả bọn họ vì anh có xuất thân thấp hèn nên Gatsby tức giận mắng như tát nước vào mặt Tom, khiến cho Daisy hoảng sợ. Daisy bỏ đi cùng Gatsby, lần này trên chiếc xe của anh. Sau cuộc ẩu đả, Nick nhận ra rằng hôm này là ngày sinh nhật thứ 30 của anh ấy.
Ngay đêm hôm đó, Myrtle rời bỏ chồng mình sau cuộc cãi vã, cô chạy hối hả giữa đường. Cô ấy nhìn thấy chiệc xe màu vàng của Gatsby đang lao tới và cô chạy ra như đón chiếc xe, tin rằng Tom đang lái xe và đến đón cô. Nhưng không may cô bị đâm và chết ngay lập tức. Một lúc sau, Tom, Nick, và Jordan dừng lại chỗ ga ra nơi họ nhìn thấy một đám người đông xung quanh đang bàn tán về cái chết của Myrtle. Đau đớn về cái chết của người tình, Tom nói với George, người chồng góa vợ của cô ấy, rằng chiếc xe màu vàng đó chính là của Gatsby, hắn ta cố che đậy việc ngoại tình của mình và còn tố Gatsby có thể đã ngủ với Myrtle.
Nick nhìn thấy Gatsby đang lúi húi ngoài biệt thự của Buchanan, nơi Gatsby vô tình đã tiết lộ rằng chính Daisy là người lái xe, và anh định sẽ thú tội thay cô ấy. Gatsby bị thuyết phục khi nghĩ rằng Daisy sẽ gọi cho anh ngày hôm sau. Lần này anh đã thực tâm sự với Nick về "nguồn gốc" của mình: rằng anh sinh ra trong một gia đình nghèo khó, tên thật của anh là James Gatz, và đó cũng chính là lý do vì sao anh không thể quay lại với Daisy sau chiến tranh. Gatsby nói với Nick rằng anh đã bảo Daisy chờ anh, bởi anh muốn làm gì đó để mình xứng với Daisy, và không sau đó anh gặp Thị trưởng Wolfsheim và bắt đầu "làm ăn" với ông ta. Gatsby cũng nhờ Nick trông nom cho Daisy, tại chính nơi anh nghe trộm cuộc nói chuyện của cô ấy với Tom, và hứa rằng anh sẽ lo liệu mọi thứ không đề cho Nick thất vọng. Tuy nhiên, Nick đã từ chối nói với Gatsby điều này vì Gatsby đang rất trong mong cuộc gọi của Daisy.
Sáng ngày hôm sau, Gatsby quyết định đi bơi trước khi hồ bơi bị cạn vào mùa tới. Rồi anh nghe thấy tiếng điện thoại reo, và, tin chắc rằng nó là của Daisy, anh nhảy ra khỏi bể nhưng người quản gia đã nghe điện thoại. Gatsby ngay sau đó bị George bắn một phát đạn vào ngực, và hắn ta cũng tự chĩa súng vào đầu mình tự sát luôn. Nick chính là người đã gọi điện thoại và nghe được hai tiếng súng bắn.
Khi Nick mời Daisy đến lễ tang của Gatsby, anh nhận ra rằng Daisy, Tom và hai người con gái đang rời khỏi New York. Cả đám tang chỉ có những nhà báo và thợ săn ảnh mà Nick đang tức giận đuổi đi. Giới truyền thông buộc tội Gatsby là người tình của Myrtler và là người đã giết cô ấy, bỏ mặc Nick - người duy nhất biết sự thật. Nick là người duy nhất ở bên Gatsby. Ghê tởm cái thành phố này và cả con người của thành phố ấy, Nick rời khỏi New York, nhưng trước khi đi anh đi dạo quanh biệt thự của Gatsby một lần cuối cùng; suy nghĩ về khả năng đặc biệt của anh đã mang lại cho con người niềm hy vọng và bây giờ anh đã mất tất cả. Quay trở lại viện điều dưỡng, Nick hoàn thành cuốn truyện ký của mình và đặt tên nó là "Gatsby," nhưng sau đó anh lại lấy cây bút ra và sửa lại thành "Gatsby vĩ đại".

## Dàn diễn viên
- Leonardo DiCaprio trong vai James Gatz / Jay Gatsby: một gã triệu phú thường hay tổ chức những bữa tiệc náo loạn với hi vọng rằng người tình xưa Daisy sẽ quay về.
  - Tasman Palazzi trong vai James Gatz thời trẻ.
  - Callan McAuliffe trong vai James Gatz thời còn là một thiếu niên.[8]
- Tobey Maguire trong vai Nick Carraway: một nhà văn, người bạn của Gatsby và người dẫn chuyện trong phim.
- Carey Mulligan trong vai Daisy Buchanan: người tình cũ của Gatsby, vợ của Tom Buchanan và em họ của Nick Carraway.
- Joel Edgerton trong vai Tom Buchanan: một kẻ trâm anh thế phiệt có nhiều tiền tài, quyền lực trong xã hội. Ông căm ghét Gatsby bởi đây là một tên nhà giàu mới nổi và gã từng có mối quan hệ thân mật với Daisy.
- Jason Clarke trong vai George Wilson: chồng của Myrtle Wilson và chủ một trạm xăng ở Thung lũng Tro tàn.
- Isla Fisher trong vai Myrtle Wilson: nhân tình của Tom Buchanan và một kẻ thích làm quen với những người có địa vị cao trong xã hội.
- Elizabeth Debicki trong vai Jordan Baker: một vận golf thủ có tiếng và người bạn thân nhất của Daisy Buchanan.
- Amitabh Bachchan trong vai Meyer Wolfsheim: một tay cờ bạc. Gã từng gặp Gatsby vào năm 1919.[9]
- Jack Thompson trong vai Walter Perkins: một bác sĩ tại một bệnh viện tâm thần nơi Nick từng là bệnh nhân.[10]
- Adelaide Clemens trong vai Catherine: em gái của Myrtle Wilson.[11]
- Richard Carter trong vai Herzog: quản gia của Jaz Gatsby.
- Steve Bisley trong vai Dan Cody: một tên triệu phú nghiện rượu. Ông sở hữu những chiếc du thuyền hạng sang và từng gặp Gatsby trong những năm thời niên thiếu của anh.
- Felix Williamson trong vai Henri.[8]
- Barry Otto trong vai Benny McClenehan.
- Heather Mitchell trong vai mẹ của Daisy Buchanan.
- Brian Rooney trong vai Clerk – Probity Trust.

## Sản xuất

### Quá trình phát triển
Trước khi bộ phim ra đời, đã có một vở kịch opera và vô số phim được sản xuất dựa trên cuốn tiểu thuyết cùng tên của F. Scott Fitzgerald viết năm 1925. Vào tháng 12 năm 2008, tạp chí Variety thông báo rằng bộ phim sẽ được hiện bởi Baz Luhrmann để trực tiếp đạo diễn nó.
Luhrmann khẳng định rằng ông dự kiến sẽ làm bộ phim cho kịp thời đại hơn bởi chủ đề của bộ phim là chỉ trích lối sống vô trách nhiệm thường xuyên của những người giàu. Để thực hiện cam kết với dự án, vào tháng 9 năm 2010, Luhrmann cùng gia đình chuyển đi từ Úc tới Chelsea ở Lower Manhattan, nơi ông dự định sẽ quay bộ phim "Đại Gia Gatsby". Trong khi Luhrmann đang ở Buổi diễn Consumer Electronics vào tháng 1 năm 2011, ông nói với tờ The Hollywood Reporter rằng ông đang thực hiện bộ phim "Đại Gia Gatsby" dưới dạng 3D, mặc dù ông chưa quyết định được rằng nó sẽ thực hiện bao giờ theo như form phim. Vào cuối tháng 1 năm 2011, Luhrmann nghi ngờ việc tiếp tục thực hiện dự án, trước khi quyết định ở lại.
Năm 2010, có báo cáo rằng bộ phim được thiết lập bởi hãng Sony Pictures Entertainment nhưng đến năm 2011, hãng Warner Bros. đã gần có một thỏa thuận tài trợ và thực hiện phân phối trên toàn thế giới cho phim "Đại gia Gatsby.

### Tuyển diễn viên

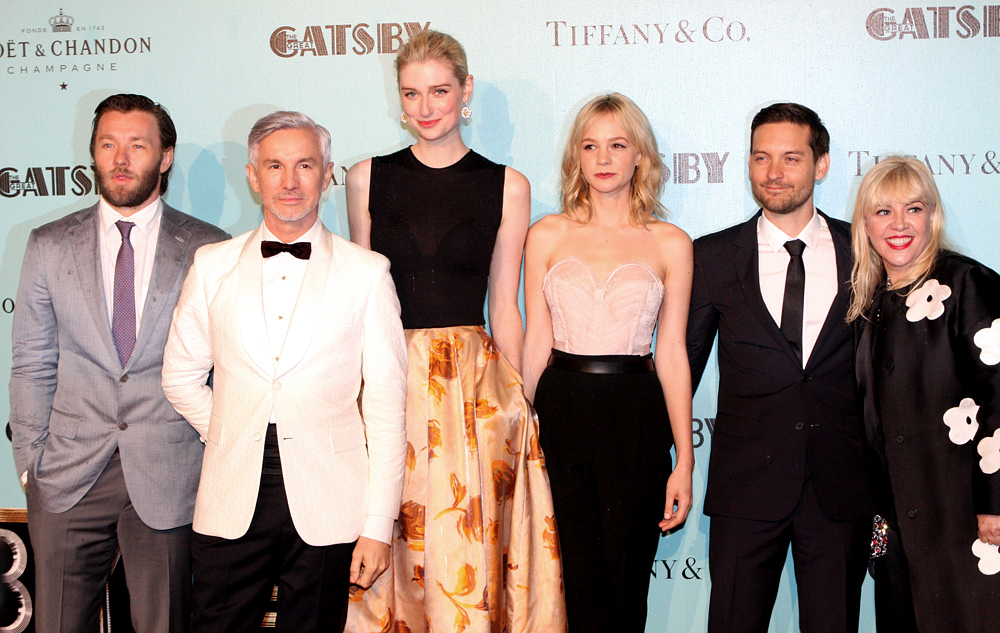
Từ trái qua phải: Joel Edgerton và đạo diễn Baz Luhrmann, Elizabeth Debicki, Carey Mulligan, Tobey Maguire, và nhà sản xuất kiêm người thiết kế Catherine Martin tại buổi họp báo phim Đại gia Gatsby, Sydney, ngày 22 tháng 5 năm 2013.

Luhrmann nói rằng kết quả từ quá trình hội thảo của bộ phim tuyển chọn diễn viên cho các vai diễn trong Đại gia Gatsby thực sự "rất đáng khích lệ" đối với ông. Leonardo DiCaprio là người thử vai đầu tiên cho vai diễn Jay Gatsby. Đây là lần thứ hai Luhrmann và DiCaprio làm việc với nhau, kể từ khi DiCaprio đóng vai chính trong phim Romeo + Juliet của Luhrmann năm 1996. Tobey Maguire là người thử vai cho nhân vật Nick Carraway. Lúc đầu Amanda Seyfried đã được ấn định vai diễn Daisy Buchanan, vào tháng 10 năm 2010. Một tháng sau báo Deadline Hollywood ra tin rằng Luhrmann đã tuyển chọn quá nhiều diễn viên nữ, bao gồm có Keira Knightley, Rebecca Hall, Amanda Seyfried, Blake Lively, Abbie Cornish, Michelle Williams, và Scarlett Johansson, cũng như cân nhắc cả Natalie Portman, cho vai Daisy. Không lâu sau đó, với thỏa thuận cho phim We Bought a Zoo của đạo diễn Cameron Crowe, Johansson rút khỏi danh sách.
Ngày 15 tháng 11, Luhrmann thông báo rằng Carey Mulligan đã casting cho vai diễn Daisy sau khi đọc kịch bản vào ngày 2 tháng 11 tại New York. Cô nhanh chóng có được vai diễn sau khi Luhrmann cho hãng Sony Pictures Entertainment xem đoạn thử vai của cô, đặc biệt là Amy Pascal và Doug Belgrad, người cực kì ấn tượng bởi khả năng diễn xuất của cô. Mulligan vỡ òa sau khi biết mình trúng tuyển từ cuộc gọi của Luhrmann, người đã báo tin cho cô về quyết định của ông khi cô đang trên thảm đỏ tại một sự kiện ở New York. Luhrmann nói rằng "Tôi đã có được một đặc ân khi tìm ra được một trong những diễn viên giỏi nhất thế giới, mỗi người đều tỏa sáng tính cách riêng cho nhân vật của họ, tất cả những cái đó thật chính đáng và khiến cho tôi hoàn toàn thích thú. Tuy nhiên, cụ thể về việc này, lúc đó tôi sợ hãi cầm chiếc điện thoại lên gọi cho nữ diễn viên người Anh được đề cử giải Oscar Carey Mulligan và nói với cô ấy: 'Xin chào Daisy Buchanan.'"
Tháng tư, Ben Affleck đang nói chuyện về vai diễn Tom Buchanan trong phim nhưng vì đang còn tranh cãi với bộ phim Argo. Vài tuần sau, Affleck được thay thế bởi Joel Edgerton. Bradley Cooper trước đây đã vận động thử vai cho nhân vật này, và Luke Evans là ứng cử viên sáng giá nhất. Isla Fisher đã thử vai cho nhân vật Myrtle Wilson. Diễn viên mới người Úc Elizabeth Debicki đã giành được vai Jordan Baker, ngay sau khi đỗ đại học Nghệ thuật Victorian. Khi casting cho vai trò hỗ trợ của Jordan, nhà làm phim nói rằng nó phải "được kiểm duyệt kỹ càng như vai Daisy, cho việc sản xuất, ngay lúc này", bổ sung thêm, "Nó như Hamlet của Olivier, chính là Hamlet dành cho thời ông ý. Hôm nay ai sẽ là Hamlet? Cũng như vậy giống vai Jordan hay vai Daisy". Tháng 6 năm 2011, Jason Clarke thử vai cho nhân vật George B. Wilson. Thêm vào đó, diễn viên người Ấn Độ Amitabh Bachchan làm vai diễn khách mời vai Thị trưởng Wolfshiem; đây là lần đầu tiên ông nhận vai của Hollywood.

### Quá trình làm phim
Phim Đại Gia Gatsby dự kiến quay ở khu vực Thành phố New York nơi cuốn tiểu thuyết được viết ra, bắt đầu vào tháng 6 năm 2011. Đạo diễn thay vào đó lại chọn để quay cảnh phim chính tại Sydney. Phim bắt đầu được quay vào ngày 5 tháng 9 năm 2011 tại Fox Studios Australia và kết thúc vào ngày 22 tháng 12 năm 2011, với vài cảnh quay thêm vào tháng 1 năm 2012. Bộ phim được quay với camera kĩ thuật số Red Epic và Zeiss Ultra Prime lenses. Ban đầu dự kiến bộ phim được phát hành vào tháng 12 năm 2012, nhưng vào ngày 6 tháng 8 năm 2012, có thông báo rằng bộ phim sẽ được chuyển sang mùa hè năm 2013 sẽ phát hành. Vào tháng 9 năm 2012, ngày này được phê chuẩn là ngày 10 tháng 5 năm 2013. Bộ phim mở đầu cho Lễ liên hoan phim Cannes lần thứ 66 vào ngày 15 tháng 5 năm 2013, ngay sau khi phát hành rộng rãi dưới dạng RealD 3D và định dang 2D.

#### Cảnh quay

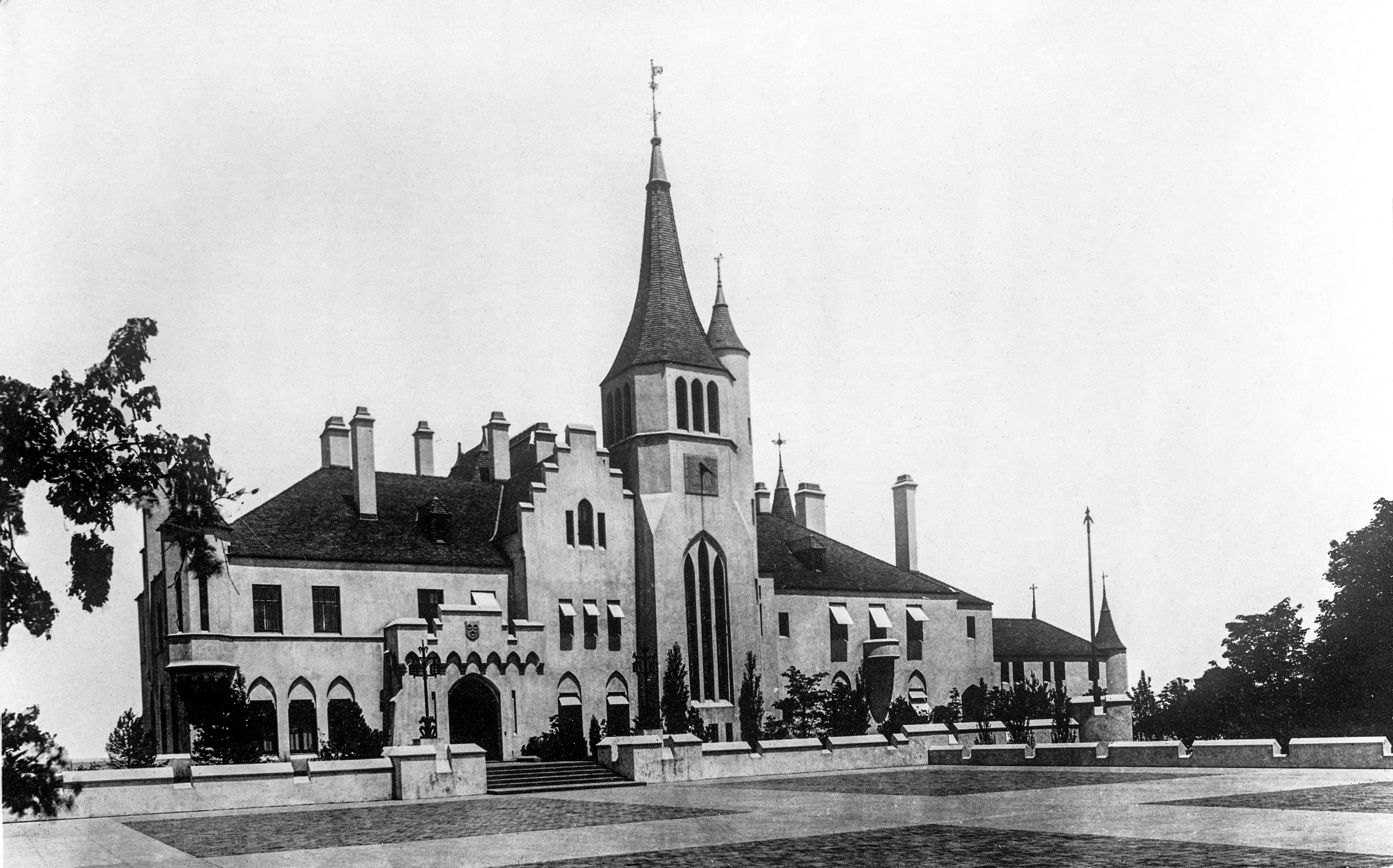
Tòa Beacon vào năm 1922, trong thời kì mà nhà văn Fitzgerald viết tác phẩm cùng tên.

Trong việc tạo nên khung nền xã hội được mô tả trong bộ phim, nhà thiết kế Catherine Martin nói rằng: "cả ê kíp đã tạo phong cách nội thất trong căn biệt thự của Jay Gatsby với sự sang trọng mạ vàng, theo phong cách pha trộng hợp với kiểu Art Deco."
Các nhà sử học nghĩ rằng Tòa Beacon đã bị phá hủy từ lâu, lấy nó làm cảm hứng được sử dụng cho căn nhà của Gatsby trong bộ phim. Cảnh quay cho phía bên ngoài của căn biệt thự của Jay Gatsby chính là cảnh Trường Đại học Quốc tế Quản lý, Sydney, nhiều cảm hứng được lấy từ những căn biệt thự khác ở Gold Coast, Long Island, bao gồm cả biệt thự Oheka Castle và La Selva. Những nét nổi bật gợi lên những căn biệt thự Long Island đều được đưa thêm vào sản xuất hậu kì.
Nguồn cảm hứng cho phiên bản gia tài của nhà Buchanan trong bộ phim là lấy từ Old Westbury Gardens. khung cảnh ngoài của biệt thự được làm trên một âm trường, với sự giúp đỡ của máy quay kĩ thuật số. Khung cảnh phía trong biêth thự Buchanan được lấy cảm hứng từ chế độ nhiếp chính của Hollywood.
Ngôi nhà của Nick Carraway được làm như một ngôi nhà nhỏ bé ấm cúng, trái ngược hẳn với cảnh hùng vĩ của biệt thự nhà hàng xóm, Gatsby. Nội thất trong biệt thự đều mang một chủ đề trung tâm được các nhà thiết kế gắn liền với phong cách Long Island cổ điển. Kiến trúc trong nhà gợi lên vẻ của Nghệ thuật Mĩ và Đồ thủ công mĩ nghệ, với phong cách Gustav Stickley với các đồ đạc bên trong và có cả phong cách Adirondack rất nổi bật.
Cảnh đầu phim được quay từ Rivendell Child, Adolescent và Family Unit in Concord, Sydney, cách sân vận động Sydney 2000 Olympic chỉ vài ki lô mét.

#### Trang phục
Nhiều nhà thiết kế may mặc được tiếp cận phối hợp trang phục của bộ phim. Trang phục trong Đại Gia Gatsby mang lại phong cách những năm 1920 bằng cách thay đổi trang phục của thời trang Prada và Miu Miu. Martin cũng đã hợp tác với Brooks Brothers. Tiffany and Co. cũng tham gia, tài trợ bộ phim trang sức, cả từ kho lưu trự của Tiffany cũng như những trang sức có sẵn trong bộ phim. Thêm vào đó còn có sự hỗ trợ của Fogal cho hàng dệt kim và MAC cho mỹ phẩm.
Catherine Martin và Miuccia Prada đã cùng nhau làm việc về trang phục để tạo ra nhưng bộ quần áo với "sự tinh tế phong cách European đang nổi lên ở vùng East Coast vào những năm 1920".
Các nhà sử học nghiên cứu về trang phục ở khoảng thời kì này, họ cho rằng trang phục trong phim không thật, nhưng thay vào đó lại làm hiện đại hóa thời trang những năm 1920 để giống với thời trang hiện đại ngày nay. Tuy cuốn sách được viết vào năm 1992 nhưng trang phục của bộ phim phải mang phong cách thời trang cả thế kỷ những năm 1920, thậm chí là những năm 1930.
Có rất nhiều bộ trang phục được mang trưng bày trên sàn diễn hay trên các tạp chí thời trang mà chưa được mặc ở ngoài đời. Martin nói rằng cô ấy mang phong cách thời trang những năm 1920 và làm cho nó trở nên quyến rũ hơn, và cô ấy đang thử đưa phong cách năm 1920 đó tới khán giả hiện đại. Alice Jurow, một trong những thành viên của Cộng đồng Art Deco ở California, đã nói rằng cô cảm thấy yêu thích bộ phim này nhưng hầu hết các thành viên thích những bộ phim hoàn hảo hơn. Trang phục của nam giới cũng chân thực hơn ngoại trừ chiếc quần quá chật.